# Мизизий
Мизизий (на гръцки: Μιζίζιος) или Мезезий, е византийски узурпатор в Сицилия през 668-9 година.
Мизизий е военачалник от арменски произход, който след убийството на император Констант II в Сиракуза, е обявен за император от убийците на императора и управлява няколко месеца в Сицилия. Обявеният за законен император в Константинопол син на Констант II, Константин IV скоро изпраща военна експедиция до Сицилия, която детронира и екзекутира узурпатора.